# Fred Hölzer
Wellfried „Fred“ Hölzer (* 25. Oktober 1931 in Hamburg; † 4. Oktober 2019 ebenda) war ein deutscher Fußballspieler, Unternehmer, Funktionär und Förderer des SC Victoria Hamburg, einem der ältesten Fußballvereine Deutschlands.

## Leben und Karriere
Hölzer trat 1942 im Alter von elf Jahren dem SC Victoria bei und gewann mit der Jungmann-Mannschaft (der heutigen A-Jugend) die Hamburger Meisterschaft und den Pokal. Anfang der 1950er Jahre gehörte er zum weiteren Kreis der ersten Mannschaft, die 1951/52 in die Oberliga Nord, die höchste Spielklasse Deutschlands, aufstieg. Nach einem kurzen Gastspiel beim FC Grün-Weiß 07 kehrte er 1956 zu den Blau-Gelben zurück und spielte bis 1963 für den SC Victoria. Anschließend übernahm er das Amt des Liga-Obmanns und engagierte sich auch in der Tennis-Abteilung des Vereins.
Hölzer blieb dem SC Victoria bis zu seinem Tod treu verbunden und unterstützte den Verein finanziell und ideell. Er gründete 2006 zusammen mit seinem Freund Uwe Susemihl die Victoria-Jugendstiftung, die sich für die Förderung des Nachwuchses einsetzt. Er war ein fußballbegeisterter, väterlicher Freund und ein Vorbild für viele Victorianer.
Im März 2020 wurde die Haupttribüne des Stadions Hoheluft, der Heimspielstätte des SC Victoria, nach ihm benannt. Die Fred-Hölzer-Tribüne bietet Platz für rund 8000 Zuschauer und ist das Prunkstück des Stadions Hoheluft, das 1907 erbaut wurde und zu den ältesten Fußballstadien Deutschlands zählt.

## Ehrungen
- Ehrenmitglied des SC Victoria Hamburg
- Namensgeber der Fred-Hölzer-Tribüne im Stadion Hoheluft
- Bundesverdienstkreuz am Bande (2011) für seine Verdienste um den Sport und die Jugend

| Personendaten    | Personendaten                                        |
| ---------------- | ---------------------------------------------------- |
| NAME             | Hölzer, Fred                                         |
| ALTERNATIVNAMEN  | Hölzer, Wellfried                                    |
| KURZBESCHREIBUNG | deutscher Fußballspieler, Unternehmer und Funktionär |
| GEBURTSDATUM     | 25. Oktober 1931                                     |
| GEBURTSORT       | Hamburg                                              |
| STERBEDATUM      | 4. Oktober 2019                                      |
| STERBEORT        | Hamburg                                              |